# براسیرو (نرم‌افزار)

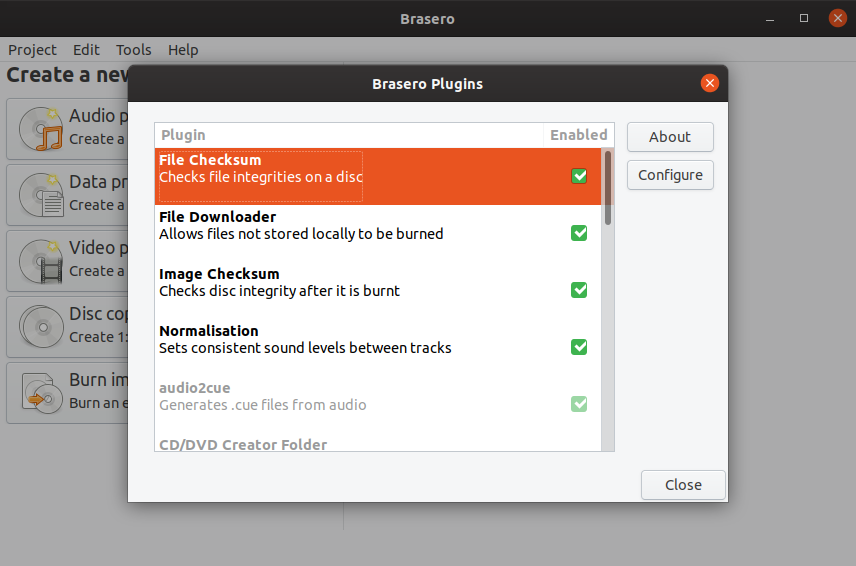
پنجره پلاگین‌ها در اوبونتو لینوکس

براسیرو یا برازرو (به انگلیسی: Brasero) یک نرم‌افزار آزاد و متن‌باز است برای سیستم های مبتنی بر یونیکس یا شبه‌یونیکس است.

## تاریخچه
این برنامه توسط لوییس مدیناس و فیلیپ روژیر توسعه داده شده است و در ابتدا به نام bonfire بوده که بعداً به براسیرو تغییر نام پیدا میکند که به ظرف کوچکی میگفتند که در زیر میز قرار می گرفت و برای گرم کردن اسفاده می شد.

## امکانات

### داده
قابلیت این را دارد که هر نوع داده و یا فایلی را روی دی وی دی یا سی دی ( بنویسد) رایت کند. این قابلیت وابسته به دستگاه یا وسیله ای دارد که روی آن اجرا می شود که بتواند آنرا بخواند یا خیر.

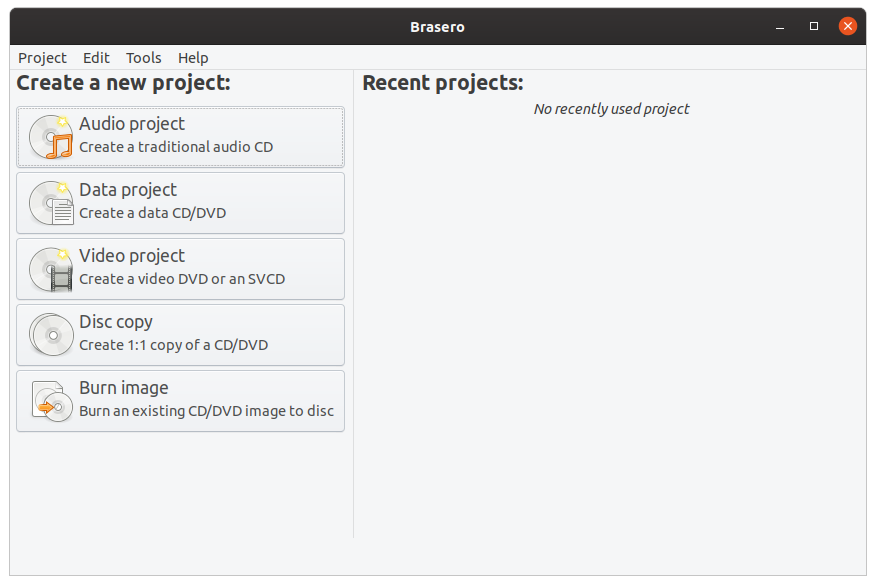
منوی برنامه

### صدا
برای رایت کردن فایل های صدا یا موسیقی می توان ازین روش استفاده کرد چون براحتی روی همه دستگاه ها و پخش کننده های موسیقی از قدیم و یا جدید قابلیت خواندن(پخش) دارد (مناسب برای موسیقی)

### ویدیو
برای رایت کردن فیلم ها و انواع ویدیو می توان ازین روش استفاده کرد چون به راحتی روی همه دستگاه ها و پخش کننده های فیلم از قدیم و جدید قابلیت پخش را دارد و مناسب است برای رایت ویدیو.

### ایزو فایل
برای رایت کردن فایل ایزو می توان از این روش استفاده کرد  که عموماً برای نصب انواع سیستم‌عامل‌ها استفاده می شود.